# Old Beaupre Castle
Old Beaupre Castle är ett slott i Storbritannien.   Det ligger i kommunen Vale of Glamorgan och riksdelen Wales, i den södra delen av landet, 230 km väster om huvudstaden London. Old Beaupre Castle ligger 20 meter över havet.
Terrängen runt Old Beaupre Castle är huvudsakligen platt. Old Beaupre Castle ligger nere i en dal.  Närmaste större samhälle är Cardiff, 17,7 km öster om Old Beaupre Castle. 